# روبرت جونسون (لاعب كرة يد)
روبرت جونسون (24 أكتوبر 1951 في كندا - ) هو لاعب كرة يد كندا. شارك في الألعاب الأولمبية الصيفية 1976.

## وصلات خارجية
- روبرت جونسون على موقع أوليمبيديا (الإنجليزية)